# Acme Novelty Library
Acme Novelty Library é uma série de revistas em quadrinhos criada por Chris Ware. Cada edição possui personagens diferentes da anterior, e a temática das história geralmente influencia o formato da publicação de cada edição. Desde antologias a formatinhos, as edições da revista se apresentam das mais variadas formas, e são reconhecidas por crítica e pública por seu experimentalismo, acumulando múltiplas indicações ao Eisner Award.